# Westminster (Kalifornien)
Westminster ist eine Stadt im Orange County im US-Bundesstaat Kalifornien mit 90.911 Einwohnern (Stand: 2020).

## Geographie
Das Stadtgebiet hat eine Größe von 26,2 km². Westminster ist ein Vorort von Los Angeles, mit dessen Ballungsraum Westminster lückenlos zusammengewachsen ist.

## Geschichte
Die Stadt wurde 1870 durch den presbyterianischen Reverend Lemuel Webber gegründet. Heute ist Westminster bekannt für seinen hohen Anteil an asiatischen Einwanderern, insbesondere aus Vietnam. Die Bevölkerungsgruppe der vietnamesischen Diaspora zählt etwa 40 % der Bevölkerung. Mit Tri Ta hat Westminster den ersten gewählten vietnamesischen Bürgermeister in den Vereinigten Staaten.

## Söhne und Töchter der Stadt
- Albert Jesse Bowley (1875–1945), Generalleutnant der United States Army
- Mark Eaton (1957–2021), Basketballspieler
- Paul Caligiuri (* 1964), Fußballspieler
- Jarin Blaschke (* 1978), Kameramann
- Bradley Keenan (* 1981), Volleyballspieler
- Eric López (* 1999), Fußballspieler
- Trent McDuffie (* 2000), American-Football-Spieler